# Nicole Kersten

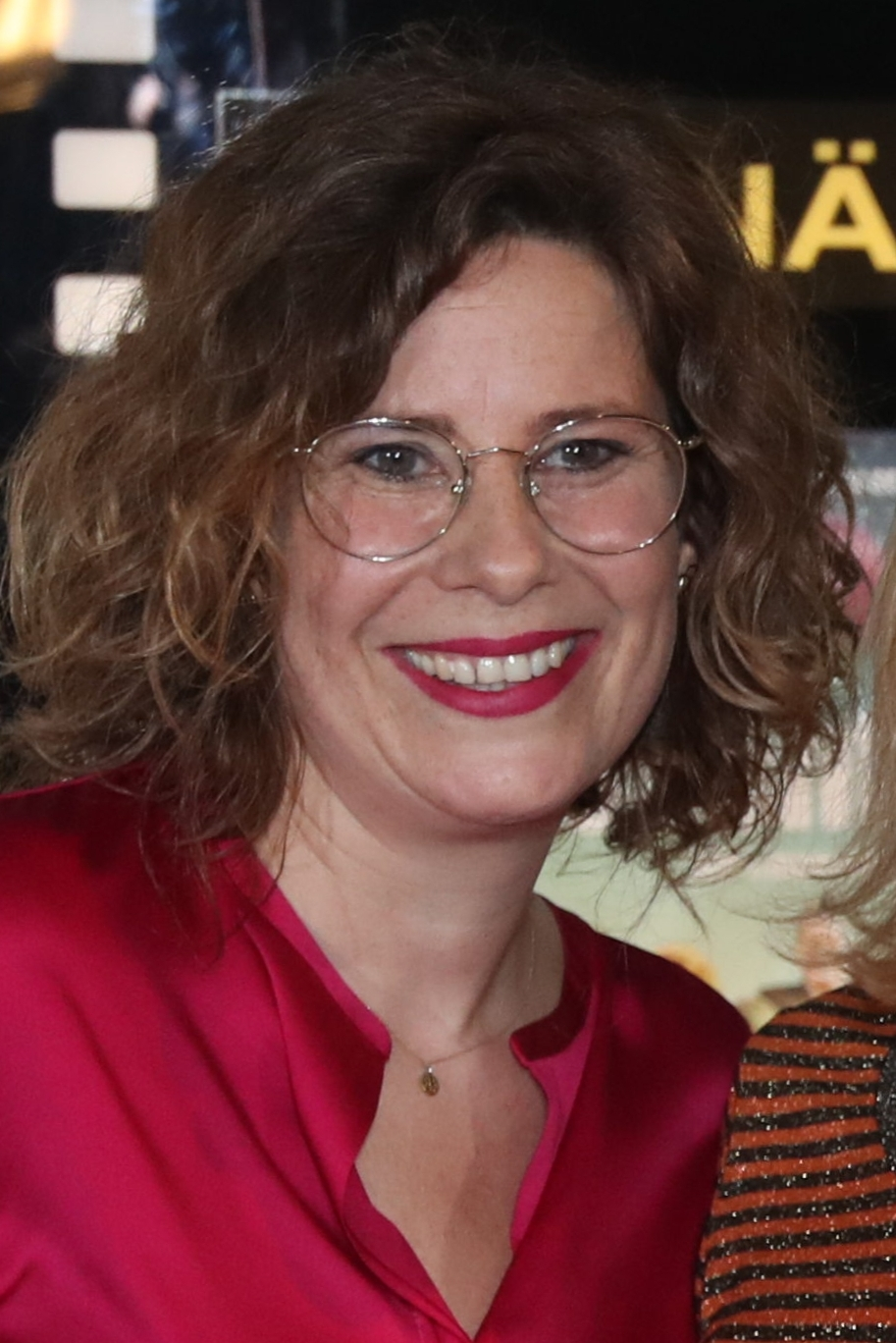
Nicole Kersten 2019

Nicole Kersten (* 18. Oktober 1974 in Köln) ist eine deutsche Schauspielerin.

## Leben
Nicole Kersten studierte von 1996 bis 1999 Schauspiel an der Münchener Otto-Falckenberg-Schule. Während dieser Zeit machte sie erste Bühnenerfahrungen an den Kammerspielen München. Es folgten feste Engagements am Schauspiel Frankfurt (1999–2001), Theater Oberhausen, (2001–2002), Theater Bonn (2003–2009) und am Staatstheater Mainz (2009–2014). In 2015 war sie freiberuflich tätig und von 2017 bis 2021 im Ensemble des Staatstheaters Darmstadt. Sie ist Ensemblemitglied des Fringe Ensembles in Bonn.

## Filmografie (Auswahl)
- 1997: Forsthaus Falkenau, Regie: K. Grabowsky (Fernsehserie)
- 1998: Else – Die Geschichte einer leidenschaftlichen Frau, Regie: Egon Günther
- 2001: Umwege des Herzens, Regie: Christine Wiegand
- 2002: Ein Fall für zwei – Fremde Federn, Regie: Michael Kreindl (Fernsehserie)
- 2015: Rentnercops, Regie: Christoph Schnee (Fernsehserie)
- 2015: SOKO Köln – Tödlicher Alleingang, Regie: Christoph Eichhorn (Fernsehserie)
- 2016: Frau Temme sucht das Glück, Regie: Fabian Möhrke
- 2017: Der Lehrer, Regie: Peter Gersina (Fernsehserie)
- 2019: Think Big!, Regie: Wolfgang Groos
- 2019: Klassentreffen, Regie: Jan Georg Schütte (Miniserie)
- 2019: SOKO Wismar – Der Aussteiger, Regie: Janis Rattenni, (Fernsehserie)
- 2019: Wilsberg – Vaterfreuden, Regie: Martin Enlen (Fernsehserie)
- 2020: Verbotene Liebe – Next Generation, Regie: Iain Dilthey, Christoph Heininger (Fernsehserie)
- 2021: Start the fck up, Regie: Andi Wecker (Fernsehserie)
- 2021: Mord in der Familie – Der Zauberwürfel, Regie: Michael Schneider (Zweiteiler)
- 2021–2025: Neues aus Hinterbingenbach, Regie: Thilo Gosejohann, Sven Nagel u. a. (Comedy-Serie)
- 2024: Like a loser, Staffel 2, Regie: Sven Nagel (Comedy-Serie)

## Theaterrollen (Auswahl)
- 2025: „Lyonesse“ (Penelope Skinner), Theater Baden-Baden, Rolle: Sue, die Studiochefin, Regie: Constanze Hörlin
- 2024: „Hexe Heldin Herrenwitz“, mit Susanne Pätzold, Theater im Bauturm, Regie: Franco Melis
- 2024: „Emilia Galotti“ (Gotthold Ephraim Lessing), Mainfranken Theater Würzburg, Rolle: Claudia Galotti, Regie: Sigrid Herzog
- 2023: „James Brown trug Lockenwickler“ (Yasmina Reza), Grenzlandtheater Aachen, Rolle: Die Psychiaterin, Regie: Harald Demmer
- 2022: „Automatenbüffet“ (Anna Gmeyner), Volksbühne Köln, Rolle: Frau Adam, Regie: Susanne Schmelcher
- 2021: „Gift. Eine Ehegeschichte“(Lot Vekemans), Frame Company, Rolle: Sie, Regie: Roland Riebeling,
- 2020: „39 Stufen (Next Level)“, Staatstheater Darmstadt, Regie: Antje Thoms
- 2019: „Rauschen“, Fringe Ensemble, Regie: Frank Heuel
- 2019: „Ich bin wie ihr, ich liebe Äpfel“ (Theresia Walser), Staatstheater Darmstadt, Rolle: Frau Margot, Regie: Caro Thum
- 2018: „Glaube, Liebe, Hoffnung“(Ödön von Horváth), Staatstheater Darmstadt, Rolle: Frau Amtsgerichtsrat, Regie: Christoph Mehler
- 2018: „Kassandra“(Christa Wolf), Fringe Ensemble, Regie: Frank Heuel
- 2017: „Ännie“ (Thomas Melle), Staatstheater Darmstadt, Regie: Maria Viktoria Linke
- 2016: „Macbeth over Europe“, Fringe Ensemble, Regie: Frank Heuel,
- 2015: „Glück“, Fringe Ensemble, Regie: Andreas Meidinger
- 2015: „Arbeitsschlachten“, Fringe Ensemble, Regie: Frank Heuel
- 2013: „Romeo und Julia“ (William Shakespeare), Staatstheater Mainz, Rolle: Gräfin Capulet, Regie: Þorleifur Örn Arnarsson
- 2013: „Wer hat Angst vor Virginia Woolf“ (Edward Albee), Staatstheater Mainz, Rolle: Martha, Regie: Christoph Mehler, Staatstheater Mainz
- 2011: „Seine Braut war das Meer und sie umschlang ihn“ (Andreas Marber), Solo mit Gesang, Staatstheater Mainz Regie: Philip Kugler
- 2010: „Iphigenie auf Tauris“ (Johann Wolfgang von Goethe), Staatstheater Mainz, Rolle: Iphigenie, Regie: Niki Stein
- 2010: „Richard III“ (William Shakespeare), Staatstheater Mainz, Rolle: Elisabeth; Regie: Matthias Fontheim
- 2008: „Groß und klein“ (Botho Strauß), Theater Bonn, Rolle: Lotte, Regie: Ingo Berk
- 2006: „Kabale und Liebe“ (Friedrich Schiller), Theater Bonn, Rolle: Lady Milford, Regie: Matthias Kaschig
- 2004: „Phädra“, Theater Bonn, Rolle: Phädra, Regie: Klaus Weise,
- 2004: „Tartuffe“ (Molière), Theater Bonn, Rolle: Elmire, Regie: Klaus Weise,
- 2002: “Wintermärchen”, Theater Oberhausen, Rollen: Hermione und Perdita, Regie: Klaus Weise,
- 2001: „Miss Sara Sampson“ (Gotthold Ephraim Lessing), Theater Oberhausen, Rolle: Marwood, Regie: Matthias Kaschig,
- 2001: „König Lear“ (William Shakespeare), Schauspiel Frankfurt, Rolle: Cordelia, Regie: Peter Eschberg
- 2001: „King Kongs Töchter“ (Theresia Walser), Schauspiel Frankfurt, Rolle: Carla, Regie: Thomas Schulte-Michels
- 2000: „Geschichten aus dem Wienerwald“ (Ödön von Horváth), Schauspiel Frankfurt, Rolle: Marianne, Regie: Peter Eschberg
- 2000: „Und Pippa tanzt!“ (Gerhart Hauptmann), Schauspiel Frankfurt, Rolle: Pippa, Regie: Amelie Niermeyer
- 2000: „Traumspiel“ (August Strindberg), Schauspiel Frankfurt, Rolle: Indra’s Tochter, Regie: Hans Hollmann
- 1999: „Woyzeck“ (Georg Büchner), Schauspiel Frankfurt, Rolle: Marie, Regie: Peter Eschberg
- 1997: „Die Zwiefachen“( Roland Schimmelpfennig), Kammerspiele München, Rolle: Magda, Regie: Markus Völlenklee
- 1997: „Urfaust“ (Johann Wolfgang von Goethe), Kammerspiele München, Regie: Thomas Bischoff
- 1996: „Ithaka“ (Botho Strauss), Kammerspiele München, Regie: Dieter Dorn